# Biskupi Maputo
Biskupi Maputo – rzymskokatoliccy biskupi mający swoją stolicę biskupią w Maputo w Mozambiku. W Maputo mieściła się stolica prałatury terytorialnej (1612 – 1940) i archidiecezji (1940 – nadal).

## Ordynariusze

### Prałaci prałatury terytorialnej Mozambiku
- Maria José a Santo Tomas OP (18 lipca 1783 – 18 lipca 1801)
- Vasco José a Domina Nostra de Bona Morte Lobo CRSA (26 czerwca 1805 – 17 grudnia 1811)
- Joaquim de Nossa Senhora de Nazareth Oliveira e Abreu OFM (17 grudnia 1811 – 23 sierpnia 1819) następnie mianowany biskupem São Luís do Maranhão w Brazylii
- Bartholomeu de Martyribus Maya OCD (10 listopada 1819 – 1828)
- 1828 – 1883 brak danych
- Antonio Tomas da Silva Leitão e Castro (30 stycznia 1883 – 27 marca 1884) następnie mianowany biskupem São Paulo de Loanda w Angoli
- Enrico Giuseppe Reed da Silva (27 marca 1884 – 14 marca 1887) następnie mianowany biskupem São Tomé de Meliapore w Indiach
- Antonio Dias Ferreira (14 marca 1887 – 1 czerwca 1891) następnie mianowany biskupem São Paulo de Loanda w Angoli
- António José de Souza Barroso (1 czerwca 1891 – 15 września 1897) następnie mianowany biskupem São Tomé de Meliapore w Indiach
- Sebastião José Pereira (7 listopada 1897 – 17 lipca 1900) następnie mianowany biskupem Daman w Indiach
- Antonio José Gomes Cardoso (17 grudnia 1900 – 21 czerwca 1901) następnie mianowany biskupem São Paulo de Loanda w Angoli
- António Moutinho (18 sierpnia 1901 – 14 listopada 1904) następnie mianowany biskupem Santiago de Cabo Verde na Wyspach Zielonego Przylądka
- Francisco Ferreira da Silva (14 listopada 1904 – 8 maja 1920)
- Joaquim Rafael Maria d’Assunçâo Pitinho OFM (16 grudnia 1920 – 15 listopada 1935) następnie mianowany biskupem Santiago de Cabo Verde na Wyspach Zielonego Przylądka
- Teódosio Clemente de Gouveia (18 maja 1936 – 4 września 1940)

### Arcybiskupi Lourenço Marques
- kard. Teódosio Clemente de Gouveia (4 września 1940 – 6 lutego 1962)[a]
- Custódio Alvim Pereira (3 sierpnia 1962 – 26 sierpnia 1974)
  - Ernesto Gonçalves da Costa OFM (1974 – 23 grudnia 1974) administrator apostolski, biskup Inhambane
- Alexandre José Maria dos Santos OFM (23 grudnia 1974 – 18 września 1976)[b]

### Arcybiskupi Maputo
- kard. Alexandre José Maria dos Santos OFM (18 września 1976 – 22 lutego 2003)[c]
- Francisco Chimoio OFMCap (22 lutego 2003 – 5 maja 2023) w latach 2003–2004 równocześnie administrator apostolski diecezji Pemba
- João Carlos Hatoa Nunes (5 maja 2023 – nadal)

## Biskupi pomocniczy
- Custódio Alvim Pereira (20 grudnia 1958 – 3 sierpnia 1962) następnie mianowany arcybiskupem Lourenço Marques
- Adriano Langa OFM (24 października 1997 – 1 kwietnia 2005) następnie mianowany koadiutorem biskupa Inhambane
- João Carlos Hatoa Nunes (25 maja 2011 – 2 czerwca 2017) następnie mianowany biskupem Chimoio
- António Juliasse Ferreira Sandramo (7 grudnia 2018 – 8 marca 2022) następnie mianowany biskupem Pemby
- Tonito Francisco Xavier Muananoua (od 1 marca 2023)
- Osório Citora Afonso (21 września 2023 – 25 lipca 2025) następnie mianowany biskupem Quelimane